# Nuno e Henrique
Nuno e Henrique foi um duo musical português formado pelos irmãos Nuno Feist e Henrique Feist. Participaram no Festival RTP da Canção de 1985 onde ficaram em 3.º lugar.

## Biografia
Os dois irmãos Feist nasceram em Lisboa, na Cruz Vermelha Portuguesa, filhos do empresário e árbitro de râguebi Luís Feist e da locutora de televisão Manuela Paulino.
Após a Revolução de 25 de Abril de 1974, a família viu-se obrigada a ir viver para Inglaterra. Nuno tinha três anos e Henrique apenas dois. Em terras britânicas ficaram fascinados pelos musicais que viram e, em particular, o Jesus Christ Superstar que os marcou para sempre. Em 1977 regressaram a Portugal com a família tendo estudado no colégio inglês de St. Julians, em Carcavelos.
Em 1982, na altura com 11 e 10 anos, participaram no programa O Passeio dos Alegres de Júlio Isidro onde interpretaram um tema do filme musical Hello, Dolly!. O sucesso foi imediato e rapidamente as editoras lutaram entre si para contratarem os dois irmãos.
Ainda nesse ano cantaram no 7.º episódio da série televisiva Pedro e Paulina, transmitida pela RTP1.
Em 1982 é lançado o single "Chewing Gum" para a Rádio Triunfo. Nesta editora lançaram em 1983 o single "Um Beijo e Um Abracinho"
[carece de fontes?] no tema "Carlitos, Carlitos" de Fernando Correia Marques que foi um enorme sucesso e que atingiu o disco de prata, correspondendo à época a 15 000 discos.
Mudam para a editora CBS. O tema "Sem Ninguém", em colaboração com Ana Faria, foi editado em 1984.
Em Março de 1985 Nuno e Henrique participaram no Festival RTP da Canção com "Meia de Conversa" que alcançou o 3.º lugar. A música foi composta por José Calvário e tem letra de Nuno Nazareth Fernandes.
O duo Nuno e Henrique foi distinguido com o "Prémio Revelação de 1985", atribuído pela Casa da Imprensa.
Em Dezembro de 1985 participaram no programa especial "A Rádio Vai Ao Circo", promovido pelo Despertar de António Sala, onde os dois irmãos fizeram o papel de acrobatas.
Em Dezembro de 1986 lançaram o single "Sofre Ladrão". Em 1987 gravaram, desta vez com a colaboração do madeirense Luís Filipe Aguiar, um novo single com dois temas em inglês: "I Want Some More" e "Here So Close To Me".
No total, o duo Nuno e Henrique nesta fase gravou nove discos, um dos quais chegou a disco de Platina.
Chegaram a participar várias vezes no programa Natal dos Hospitais..
Nuno e Henrique voltaram a partir para Londres para terminar o liceu e estudar música. Nuno matriculou-se no curso de Maestro, na Faculdade de Southampton, e Henrique frequentou o curso de Teatro Musical, na localidade de Guildford.
Já de regresso a Portugal, Filipe La Féria convidou-os para participar no musical Maldita Cocaína (1993) onde Nuno acabou por apaixonar-se pela bailarina inglesa Claire.
Em Março de 2004 apresentaram em conjunto o espectáculo De Regresso à Broadway.
Em 2006 voltaram a estar juntos ao participar no programa A Canção da Minha Vida da RTP. Nuno como pianista e maestro e Henrique como cantor residente.
Os irmãos gravaram em 2006 "Sorrisos, Meigos Olhares", em colaboração com a Orquestra Metropolitana de Lisboa,  feito em memória de um jovem doente de esclerose múltipla, Carlos Monteiro, com letra das irmãs deste. A canção tornou-se o hino da celebração nacional do 1.º Dia Mundial dos Cuidados Paliativos.
Em 2012, apresentaram uma produção, Broadway Baby, celebrando os 30 anos de carreira.
Actualmente Nuno é pianísta e maestro e Henrique é cantor a solo e ator.

## Discografia

### Singles
- "Chewing Putos" (Single, Rádio Triunfo, 1982)
- "Um Beijo e um Abracinho" (Single, RT, 1983)
- "Sem Ninguém" / "On My Own" (Single, CBS, 1984)
- "Meia de Conversa" / "Just A Dream" (Single, CBS, 1985)[14]
- "Sofre Ladrão" / "Tão, Tão, Tão" (Single, CBS, 1986) A 6765
- "I Want Some More" / "Here So Close To Me" (Single, CBS, 1987)

### Outros
- "Carlitos, Carlitos" de Fernando Correia Marques (Single, RT, 1983)